# Nancy Reagan
Nancy Davis Reagan (New York, 6. srpnja 1921. – Bel Air, Los Angeles, 6. ožujka 2016.) američka prva dama, supruga guvernera Kalifornije, kasnije predsjednika SAD-a Ronalda Reagana.
Rodila se kao Anne Frances Robbins u četvrti Flushing New Yorka. Majka joj je bila glumica. Roditelji su joj se rano razveli, te je jedno vrijeme djetinjstva provela s ujakom i ujnom dok joj je majka tražila glumačke poslove.
Majka joj se kasnije preudala za dr. Loyala Davisa, neurokirurga. On je posvojio Anne, tj. Nancy. Kasnije je Anne studirala kazalište, te je nastupala kao glumica pod imenom Nancy Davis. Snimila je 11 filmova, samo jedan s Ronaldom. Glumila je do 1962.godine.
Upoznala je Ronalda dok je on bio predsjednik Ceha filmskih glumaca. Naime tijekom 1950-ih i histerije senatora Josepha McCarthyja, bila je glumica koja se zvala isto kao i ona,  koja se nalazila na crnoj listi. Ona se susrela s njim kako bi razjasnila nesporazum i omogućila si daljnje angažmane.
Vjenčali su se 1952. godine, a Ronaldov kum bio je glumac William Holden. Imali su dvoje djece, kćer Patti i sina Rona. Nancy je bila i maćeha Maureen i Michaelu, Ronaldovoj djeci iz njegovog prvog braka s Jane Wyman.
Nancy je bila aktivna kad je Ronald bio guverner, a postala je puno eksponiranija kad je Reagan došao na položaj predsjednika.
Zamijenila je stari porculan, odijevala se tako da je percipirana kao da se otuđila od naroda(zato je skovan pogrdan naziv "Kraljica Nancy"), i osnovala je udrugu "Samo reci ne" koja se bori protiv droge. Inicirala je skup prvih dama iz cijelog svijeta o ovom problemu.Također je odgovorna za odnose Ronalda i Mihaila Gorbačova.Ona je s druge strane bila u odnosima s Raisom, suprugom Mihaila. Obično su u Bijeloj kući pile čaj, ali njih dvije nikad se nisu osobito slagale.
Pokušaj atentata na Ronalda 1981. godine bio je najgrozniji dan u njenom životu. Kad je došla u bolnicu, Ron joj je rekao:"Draga, zaboravio sam se sagnuti"(kopiravši izjavu Jacka Dempseya, boksača).
Neki senator je došao u bolnicu i rekao da je predsjednikov "bliski prijatelj". Ali, Nancy ga je izbacila iz sobe.
Kasnije je potražila savjet astrologa, što se jednoj zaposlenici Bijele kuće nije sviđalo, pa je Reagan 1987. dobio njenu ostavku. Nakon 8 godina Bijele kuće, Reaganovi su se povukli i živjeli između kuće na Bel-Airu i ranča u Santa Barbari.
5. lipnja 2004. umro je Ronald Reagan. Često je bila na televiziji tijekom državnog pogreba koji je trajao cijeli tjedan. Godine 2007. vratila se u politiku te se do svoje smrti bavila pitanjima istraživanja matičnih stanica.
Umrla je 6. ožujka 2016. od zatajenja srca.

## Vanjske poveznice
- (engl.) Životopis na biography.com
- (engl.) Nancy Reagan u internetskoj bazi filmova i filmskih umjetnika IMDb-u